# 요시다정 (니가타현)
요시다정(吉田町)은 니가타현 니시칸바라군에 설치되었던 정이다. 2006년 3월 20일 (구)쓰바메시, 분스이정과 합병해 쓰바메시가 되어 소멸하였다.
이웃의 쓰바메와 마찬가지로 금속 가공이 번성한 공업립 마을.에치고선과 야히코선이 만나는 교통의 요충지이기도 하다. (구)쓰바메시로의 통근율은 14.1%, 니가타시로의 통근율은 11.6%(모두 2005년 인구조사).

## 역사
- 1889년 4월 1일 - 정촌제 시행과 함께 요시다촌이 성립하였다.
- 1901년 11월, 1일 - 니시칸바라군  다게노촌(일부), 고노스촌 (일부)과 합병해 요시다촌이 신설하였다.
- 1924년 1월 1일 - 정으로 승격해 요시다정이 되었다.
- 1954년 11월 3일 - 니시칸바라군 요노즈촌, 아오즈촌과 합병해 요시다정이 신설하였다.
- 2006년 3월 20일 - 쓰바메시, 분스이정과 합병해 쓰바메시가 되어 소멸했다.

## 시정촌 합병
쇼와 대합병기에 니시칸바라 군 야히코 촌과의 합병을 권유하는 현으로부터의 두 차례에 걸친 권고가 내려졌으나 야히코 촌이 거부했기 때문에 실현되지는 못했다.
2006년 3월 20일 쓰바메시, 니시칸바라군 분수정과 함께 신설 합병에 의해 '쓰바메시'가 되었다.덧붙여 합병 후 한동안은 시청의 중추 기능이 요시다 동사무소의 청사에 놓여 있었지만, 2013년, 요시다 정내에 새로운 본청사가 완성되었다

## 교통

### 철도
- 동일본 여객철도
  - 야히코선
  - 에치고선

### 도로
- 호쿠리쿠 자동차도
- 국도 116호선
- 국도 289호선